# (2977) Chivilikhin
(2977) Chivilikhin (1974 SP;  1977 EG2) ist ein ungefähr neun Kilometer großer Asteroid des mittleren Hauptgürtels, der am 19. September 1974 vom russischen (damals: Sowjetunion) Astronomen Nikolai Stepanowitsch Tschernych am Krim-Observatorium (Zweigstelle Nautschnyj) auf der Halbinsel Krim (IAU-Code 095) entdeckt wurde. Er gehört zur Gefion-Familie, einer Gruppe von Asteroiden, die nach (1272) Gefion benannt ist.

## Benennung
(2977) Chivilikhin wurde nach dem bekannten sowjetischen Schriftsteller Wladimir Alexejewitsch Tschiwilichin (1928–1984) benannt.